# 尾上九朗右衛門 (2代目)
二代目尾上九朗右衛門（にだいめ おのえ くろうえもん、大正11年（1922年）1月22日 - 平成16年（2004年）3月28日）は昭和時代に活躍した歌舞伎役者・俳優。屋号は音羽屋。六代目尾上菊五郎の長男。本名は寺島清晁（てらしま きよあき）。

## 略歴
六代目菊五郎とその妾であった千代との間に生まれ、生後間もなく菊五郎の正妻・家寿子のもとに引き取られる。そこで、菊五郎の養子であった七代目尾上梅幸と実の兄弟として育てられたという。
大正15年（1925年）5月、市村座『助六』の福山のかつぎで、初代尾上右近を名乗って初舞台を踏み、昭和15年（1940年）10月、歌舞伎座『対面』の五郎で二代目尾上九朗右衛門を襲名した。
昭和24年（1949年）7月、父・菊五郎が病死し、その門弟たちが尾上菊五郎劇団を結成するとその理事となるが、間もなくアメリカへ留学する。
帰国後、歌舞伎のほか『かくて自由の鐘は鳴る』で福澤諭吉役を演じるなど、映画・テレビドラマにも出演していたが、昭和44年（1969年）に脳出血で倒れる。
その後、アメリカに移住し、ハーバード大学・コロンビア大学などで演劇を教え、歌舞伎の普及に尽力した。
平成元年（1989年）の歌舞伎座出演が最後の舞台。ハワイで肺炎のため死去した。82歳没。

## 出演作

### 映画
- 宮本武蔵（1954年9月26日、東宝） - 沢庵
- 続宮本武蔵 一乗寺の決斗（1955年7月12日、東宝） - 沢庵

### テレビドラマ
- NHK大河ドラマ
  - 赤穂浪士（1964年、NHK） - 稲葉正通 役
  - 源義経（1966年、NHK） - 熊坂長範 役
- 戦国太平記　真田幸村（1966年、TBS） - 徳川秀忠 役